# جف گولدینگ
جف گولدینگ (انگلیسی: Jeff Goulding؛ زادهٔ ۱۳ مهٔ ۱۹۸۴) بازیکن فوتبال اهل بریتانیا است.
از باشگاه‌هایی که در آن بازی کرده‌است می‌توان به باشگاه فوتبال ایست‌بورن بورو، باشگاه فوتبال دوور اتلتیک، باشگاه فوتبال مولسی، باشگاه فوتبال چلتنهام تاون، باشگاه فوتبال ای‌اف‌سی بورنموث، باشگاه فوتبال اگم تاون، باشگاه فوتبال چلمزفورد سیتی، باشگاه فوتبال کرویدون، باشگاه فوتبال کرای واندررز، باشگاه فوتبال گرایس اتلتیک، و باشگاه فوتبال آلدرشات تاون اشاره کرد.
وی همچنین در تیم ملی فوتبال England C بازی کرده‌است.